# Bersenbrück
Bersenbrück est une ville allemande de Basse-Saxe.
C'est le lieu de naissance du Président du Parlement européen, Hans-Gert Pöttering, et également le lieu où se déroule un des festivals européennes de reggae, en août.

## Jumelages
- Tinténiac (France).
- Gryfino (Pologne)